# Hintersee (meer)

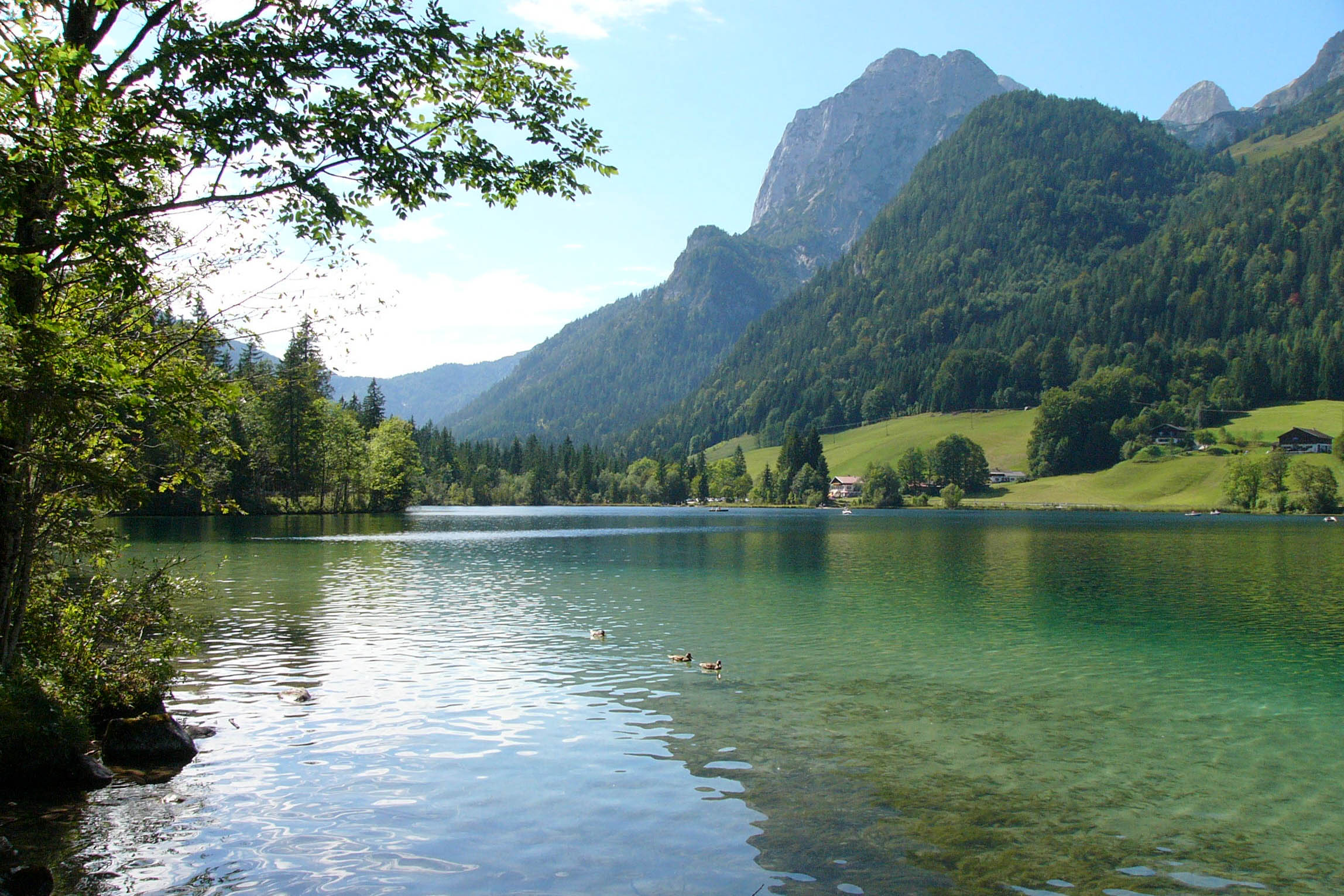
Hintersee met Mühlsturzhorn

De Hintersee is een meer op het grondgebied van de gemeente Ramsau bei Berchtesgaden in het Berchtesgadener Land in het zuiden van de Duitse deelstaat Beieren.
Dit 16,4 hectare grote, en tot 18 m diepe meer is 3500 tot 4000 jaar geleden ontstaan door een grote steenlawine uit het Hochkaltermassief die een oppervlakte van 75 ha bedekte en het dal van de Klausbach afsneed, en tegelijk het Zauberwald deed ontstaan. Het meer vulde zich geleidelijk weer op met meegevoerd puin. Daarom werd rond 1900 de Klausbach omgeleid langs het meer zodat die rechtstreeks in de Sillersbach uitmondt en daar samen met de Sillersbach de Ramsauer Ache vormt.
Het meer is een gekende toeristische bestemming. 's Zomers kan er geroeid en gezwommen worden; 's winters geschaatst en aan ijsstokschieten gedaan.
Het meer is eigendom van de deelstaat Beieren.
De plaats Hintersee op de noordwestoever is naar het meer genoemd